# Josef Fabián
Josef Fabián (16. dubna 1944 Krhová - 12. března 2012) byl český regionální kulturní pracovník, divadelník a publicista z Valašského Meziříčí, po sametové revoluci československý politik, poslanec Sněmovny národů Federálního shromáždění za Občanské fórum.

## Biografie
Po absolvování gymnázia vystřídal řadu povolání. Profesně je k roku 1990 uváděn jako dělník podniku Urxovy závody Valašské Meziříčí, bytem Valašské Meziříčí. Působil jako předseda občanského sdružení Valašské Athény a porevoluční (1990-2000) ředitel Kulturního zařízení ve Valašském Meziříčí. Byl hlavní postavou valašskomeziříčského divadla Schod, které v roce 1973 s několika přáteli zakládal a v němž působil coby scenárista (pro toto divadlo napsal cca 20 her), režisér a umělecký vedoucí. Ze souboru odešel koncem roku 2008. Napsal několik knih (například knihu o historii divadla Schod nebo Slovník nespisovného jazyka valašského a další regionálně zaměřené publikace). Redigoval list Objektiv a časopis Šipinky, byl šéfredaktorem a v letech 1993-1994 i vydavatelem listu Valašské noviny, psal novinové sloupky. Získal Cenu města Valašského Meziříčí za rok 2011.
V listopadu 1989 se podílel na stávce divadelníků ve Valašském Meziříčí.
V lednu 1990 zasedl v rámci procesu kooptací do Federálního shromáždění po sametové revoluci do české části Sněmovny národů (volební obvod č. 75 – Vsetín, Severomoravský kraj) jako bezpartijní poslanec, respektive poslanec za Občanské fórum. Ve Federálním shromáždění setrval do voleb roku 1990.
Působil rovněž jako komunální politik (městský zastupitel a radní). V komunálních volbách roku 1994 byl zvolen do zastupitelstva Vsetína jako nezávislý kandidát. Za formaci Volba pro městokandidoval v komunálních volbách roku 1998, ale nebyl zvolen.